# Aire-sur-l'Adour
Aire-sur-l'Adour é uma comuna francesa na região administrativa da Nova Aquitânia, no departamento Landes. Estende-se por uma área de 57,99 km². Em 2010 a comuna tinha 6 673 habitantes (densidade: 115,1 hab./km²).
Era conhecida como Atura ou Cidade dos Aturenos (em latim: Civitas Aturensium) durante o período romano.

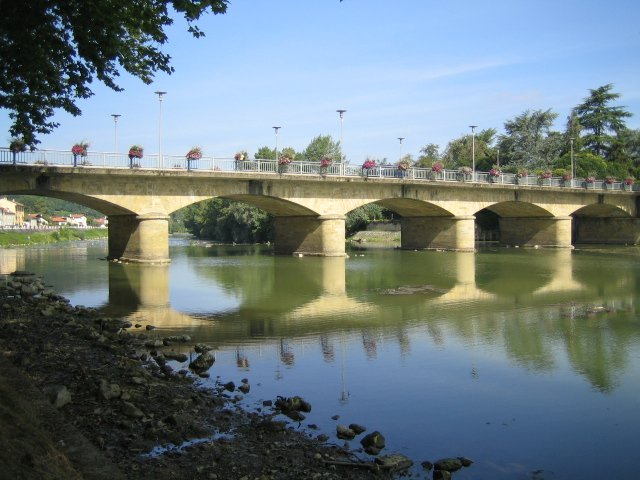
Ponte sobre o rio Adour, em Aire-sur-l'Adour.